# Widekum
Les Widekum sont un peuple forestier d'Afrique centrale, surtout présent au nord-ouest du Cameroun, près de la côte atlantique, également dans l'est du Nigeria.

## Ethnonymie
Selon les sources, on observe quelques variantes : Mbudikem, Widerkum, Widikum.

## Langue
Ils parlent le meta' ou menemo-mogamo, une langue nigéro-congolaise dont le nombre de locuteurs était estimé à 87 000 au Cameroun en 1982.

## Histoire
Les Widekum sont probablement originaires du bassin du Congo.

## Culture
Les Widekum réalisent des masques recouverts de peaux d'animaux, les agwe.

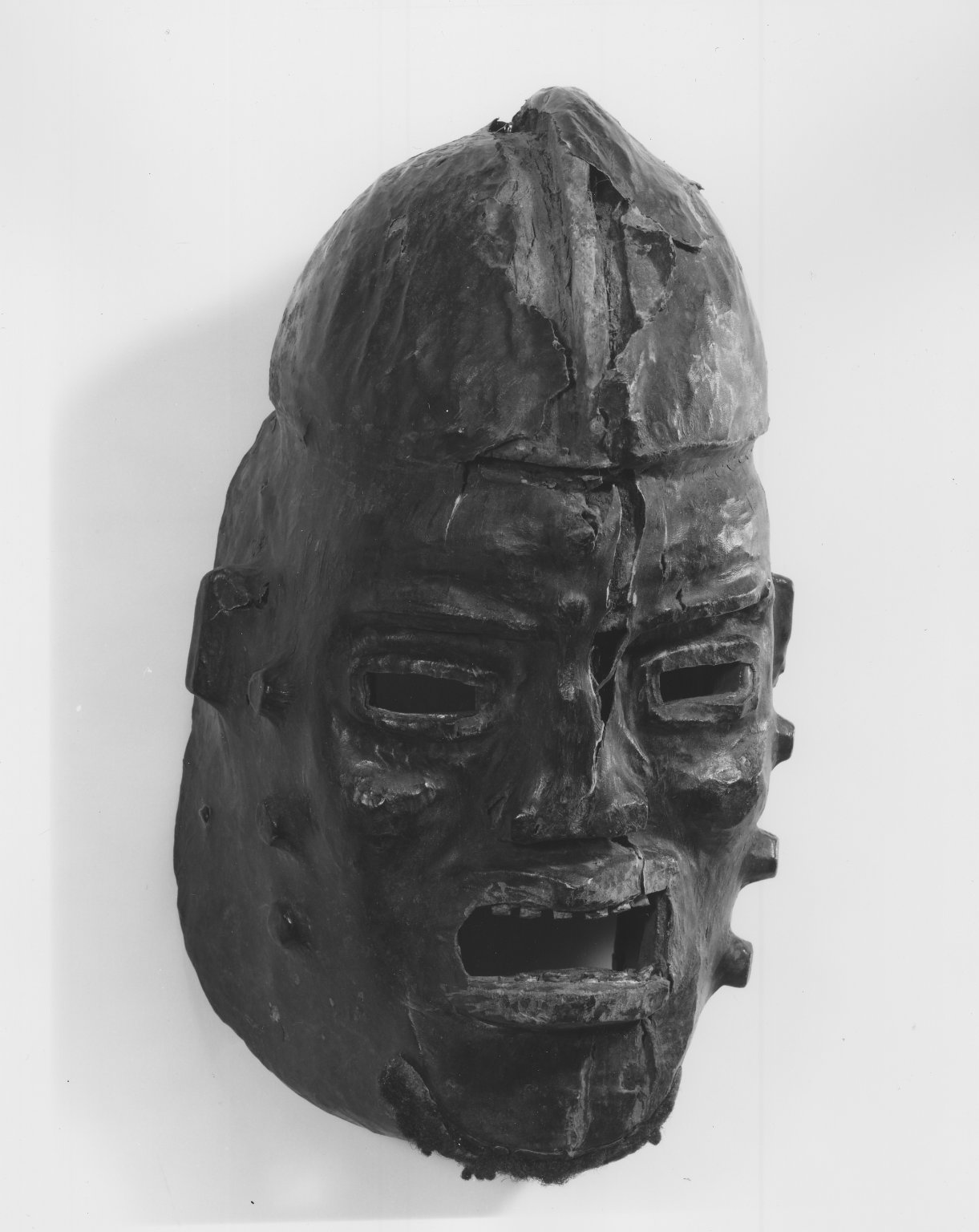
Masque facial nchibe recouvert de peau animale
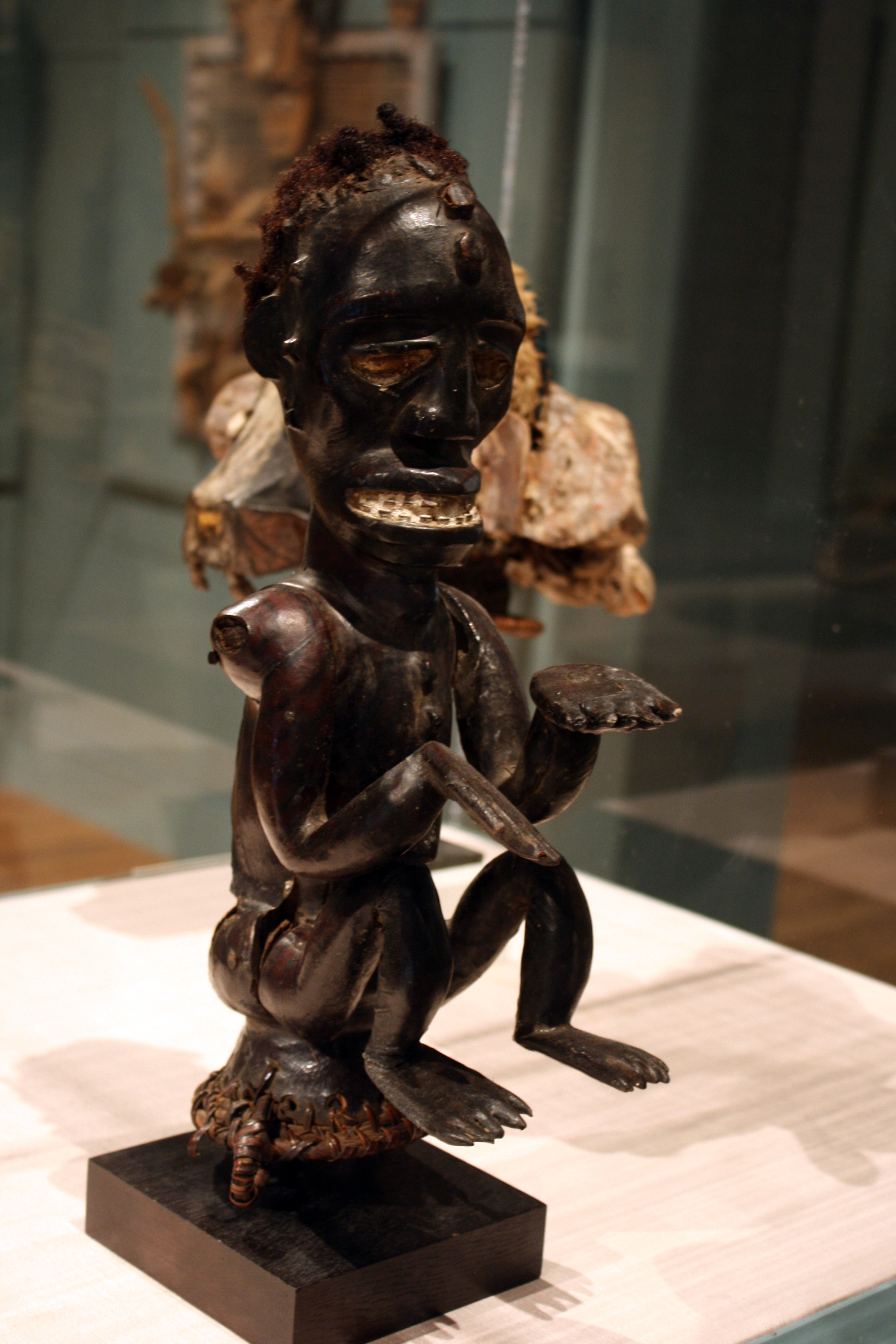
Statue réalisée avec de la peau animale et du cheveu humain

## Économie
Ils produisent du maïs, du mil, des légumes et du café.